# Tractat de París (1783)
|  | Per a altres significats, vegeu «Tractat de Versalles (desambiguació)». |

El Tractat de Paris de 1783 és un tractat de pau, signat en la ciutat francesa de Versalles, el 3 de setembre de 1783. La negociació va córrer de forma independent entre els representants dels recent independitzats Estats Units i Gran Bretanya, d'una banda, i els de Gran Bretanya, França, Espanya i els Països Baixos per un altre. L'acord, que entre els historiadors anglosaxons sol conèixer-se com Segon Tractat de París, va posar fi a la Guerra d'Independència dels Estats Units. El va complementar el Tractat de Versalles (1783).
Els acords als quals es van arribar són:
- Estats Units. Independència de les tretze colònies nord-americanes i delimitació de les seves fronteres amb Canadà. El Regne Unit li va atorgar plens poders per a la pesca a Terranova.
- Regne Unit. Se li va retornar les Bahames i la colònia de Providència, i va retenir Gibraltar i el Canadà. Els Països Baixos li van lliurar Negapatam (en l'Índia) i va atorgar el dret a la navegació lliure per l'oceà Índic). Espanya va donar a Gran Bretanya el dret de tallar fusta de caoba i altres arbres a la zona entre el riu Hondo i el riu Belize.[2]
- Espanya. Se li va retornar Menorca, Florida oriental i occidental i part de les costes de Nicaragua i Hondures (costa dels Mosquits) i Campeche.
- França. Se li va cedir Louisiana, Saint-Pierre i Miquelon, Saint Lucia, Tobago, i el riu Senegal en Àfrica. Se li va atorgar el dret de pesca a Terranova.
- Països Baixos. Van rebre Sumatra.
- En general: Intercanvi de presoners.